# Ostaniec

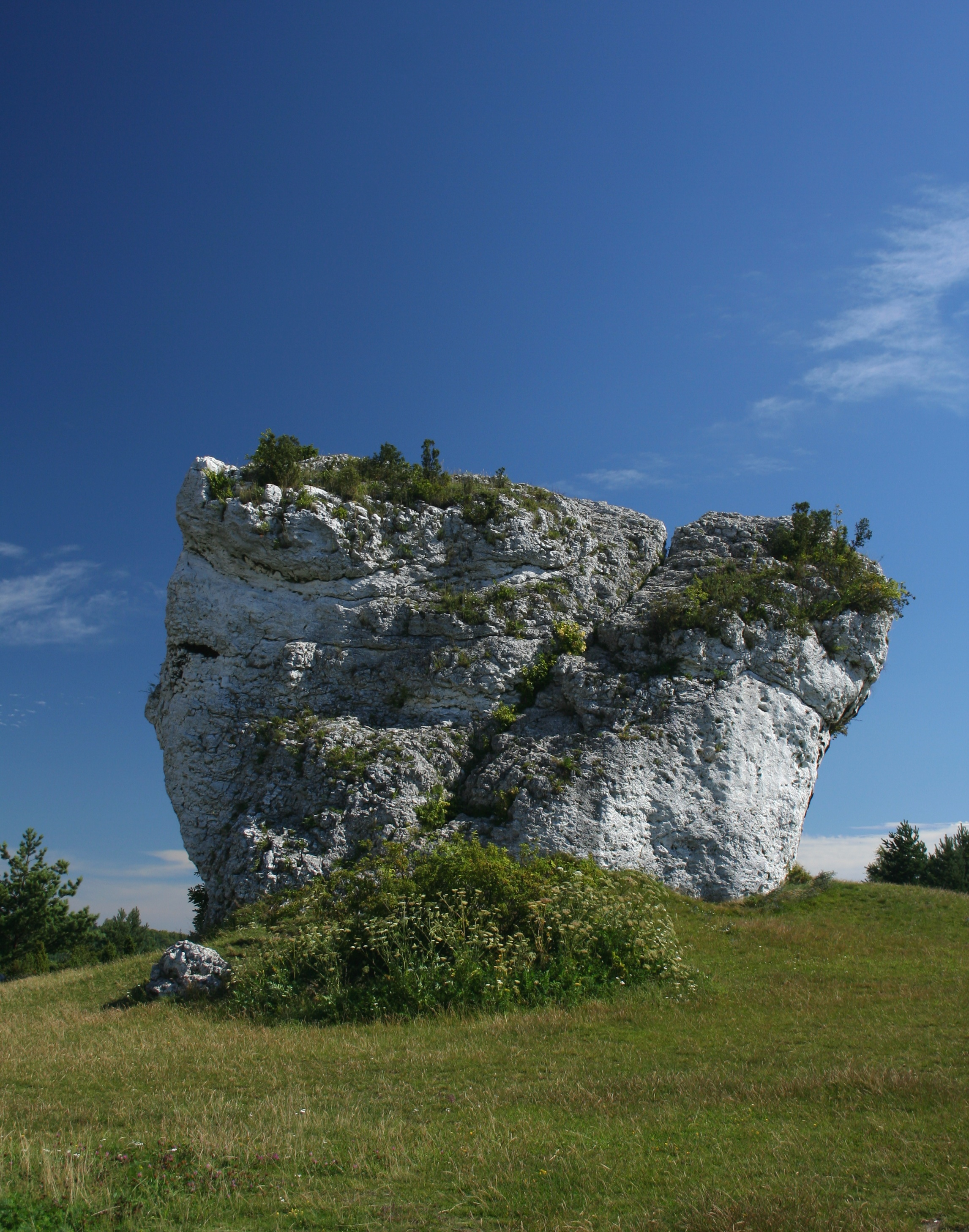
Ostaniec u podnóży ruin zamku w Mirowie na Jurze Krakowsko-Częstochowskiej

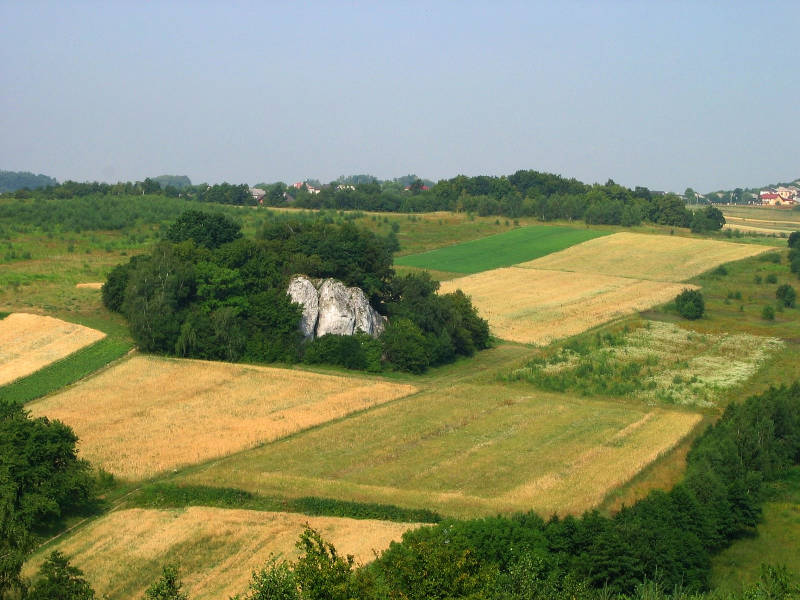

Ostaniec – wzniesienie powstałe w wyniku procesów wietrzenia i erozji (a także denudacji terenów przyległych, co powoduje odsłonięcie i pozostawienie ostańca).  Ostańce występują jako wyizolowane formy terenu, często o stromych, skalistych stokach, będące pozostałością większego masywu skalnego. Niekiedy ostańcami są całe wzniesienia, jak np. Szczeliniec Wielki w Górach Stołowych i Maczuga Herkulesa.
Przykładami ostańców wapiennych są mogoty i humy, których nazwy wywodzą się z rejonów ich sławnego występowania – Dalekiej Azji i Bałkanów.
W języku polskim istnieje rozgraniczenie między ostańcami i twardzielami (twardzielcami), bazujące na ich genezie. Twardzielce powstają w wyniku różnic odporności skał na procesy niszczące; ostańce powstają gdy takich różnic w odporności nie ma, a powody ich wyodrębnienia są inne (na ogół przypadkowe) – np. fragment masywu został sukcesywnie otoczony dolinami (założonymi tam np. na bazie uskoków a nie różnic odporności, lub z jeszcze innej losowej przyczyny) i równinami. W wielu językach takiego rozróżnienia nie ma. W praktyce terenowej często trudno jest odróżnić ostaniec od twardziela i wymaga to dłuższej analizy.
Ostańce i twardzielce są często celem działalności wspinaczkowej i turystycznej (np. punkty widokowe, ciekawostki terenowe).
Góra świadek (świadek, góra wyspowa) – wzniesienie o charakterze ostańcowym, odcięte erozyjnie od silnie rozczłonkowanej kuesty (progu strukturalnego – wychodni warstw odporniejszych na erozję), świadczące o jej poprzednim dalszym zasięgu i nierównomiernym cofaniu się. Charakteryzuje się stromymi zboczami, może mieć płaski lub ostry wierzchołek. Góry świadek występują na obszarach o budowie płytowej.